# Dororo (manga)
Dororo (どろろ) is een Japanse manga van Osamu Tezuka uit 1967-1968. De reeks werd oorspronkelijk uitgegeven in het tijdschrift Weekly Shonen Sunday van 27 augustus 1967 tot 22 juli 1968, waarna hij tijdelijk werd stopgezet. Samen met het uitzenden van de eerste anime gebaseerd op het werk werd de strip vervolgens vervolledigd in Akita Shoten's Boken'o magazine.
Een anime gebaseerd op deze strip werd gemaakt in 1969. Deze animereeks was het eerste deel van de World Masterpiece Theater animecollectie. In 2007 volgde een live-action film. Een nieuwe animereeks van de hand van MAPPA en Tezuka Productions wordt uitgezonden sinds 7 januari 2019.
In 2004 bracht Sega een computerspel voor de PlayStation 2 uit gebaseerd op de strip getiteld Blood Will Tell.
Voor de titel van het werk vond Tezuka inspiratie bij een jeugdherinnering van vrienden die het woord dorobo (どろぼう, "dief") fout uitspraken als dororo.
De Engelse vertaling van de manga uit 2008 van Vertical Inc. won een Eisner Award voor Beste Amerikaanse Uitgave van een Internationaal Werk.

## Verhaal
Dororo gaat over een ronin genaamd Hyakkimaru (百鬼丸) en een jonge wees genaamd Dororo (どろろ). Het verhaal speelt zich af in de Sengoku-periode. Hyakkimaru werd misvormd geboren zonder ledematen, gezichtskenmerken of interne organen. Dit was omdat zijn vader, daimyo Daigo Kagemitsu, aan 48 demonen een stukje van zijn zoon's lichaam beloofde in ruil voor wereldheerschappij. Elke demon bezit nu een stukje van Hyakkimaru's lichaam en is daardoor vrij om wrede misdaden te plegen op het Japanse platteland.
Nadat zijn moeder hem ten vondelinge legde op een rivier onder het gebod van haar echtgenoot, werd Hyakkimaru opgevangen en grootgebracht door Jukai-sensei. Deze dokter gebruikte geneeskundige magie en alchemie om met behulp van de overblijfselen van kinderen die in oorlogen gestorven waren protheses te maken voor Hyakkimaru. Hierdoor werd Hyakkimaru bijna onverslaagbaar in gevechten tegen stervelingen. Zijn linkerarm bevat een uniek zwaard gemaakt om bovennatuurlijke wezens te vermoorden.
Wanneer Hyakkimaru demonen begint aan te trekken door zijn vloek, wordt hij door Jukai-sensei weggestuurd om zijn 48 gestolen ledematen terug te vinden en zo zijn menselijkheid te herroveren. Tijdens zijn demonenjacht komt Hyakkimaru het dievige weesje Dororo tegen, die verwikkeld is geraakt in een lokaal politiek complot tussen zijn overleden bandietenvader Hibukuro en diens vijand, de samoerai Itachi.